# 극장판 도라에몽: 신 진구의 우주개척사
《극장판 도라에몽: 신 진구의 우주개척사》(映画ドラえもん 新・のび太の宇宙開拓史)는 2009년 3월 7일에 개봉된 29번째 도라에몽 극장판(신 도라에몽을 기준으로 하면 4번째)으로, 1981년 개봉작 《노비타의 우주개척사》를 리메이크했다. 일본 흥행수입은 24.5억엔이다.
국내 개봉은 하지 않았지만 챔프, 애니원에서 2016년 5월에 방송한다.

## 표어
- DORAEMON THE HERO 2009

## 등장 인물
로프
성우 : 사쿠라이 토모
아버지가 개척한 ‘코야코야 별’에서 살고 있는 소년. 우연한 계기로 인해 노비타의 세계와 연결되고 둘도 없는 소중한 친구가 된다.
챠미
성우 : 사쿠마 레이
크렘
성우 : 야아카 윌슨
로프의 여동생. 노비타가 실뜨기를 가르쳐준 이후 좋아하게 된다.
모리나
노비타의 우주개척사에서는 등장하지 않았지만 신 노비타의 우주개척사에서는 새롭게 등장한 인물이다.
성우 : 카리나

## 주제가
- 시바사키 코우 〈소중히 할게.〉